# Yadira Itzel Vega Cantú
Yadira Itzel Vega Cantú (Monterrey, Nuevo León) es una científica mexicana conocida por sus aportaciones en el campo de la nanotecnología aplicada a la degradación de empaques en sellos de tuberías de extracción petrolera, lo que la llevó a recibir el premio Harry B. Weiser a la Excelencia en Investigación.

## Trayectoria
Estudió en el Instituto Tecnológico y de Estudios Superiores de Monterrey (ITESM) y se integró al Centro de Calidad Ambiental del mismo instituto donde también es asistente de docencia e investigación en el Laboratorio de Análisis de Residuos Peligrosos. Realizó estudios de formulación de polímeros semiconductores derivados de la lignina obteniendo el grado de licenciada en Ciencias Químicas en 1993. Obtuvo la maestría en Química en mayo de 1996. Se unió al doctorado del Departamento de Química de la Universidad de Rice, en Houston.
Realizó estudios de formulación y caracterización de fotopolímeros orgánicos/inorgánicos a base de poliacrilatos y nanopartículas de dióxido de titanio sintetizadas por sol-gel. En 1998 se integró al proyecto de la empresa Halliburton Energy Services, para estudiar causas y prevención de falla de empaques de hule nitrilo (NBR) utilizados como sellos en tuberías de extracción de petróleo. Gracias a esa participación obtuvo el premio Harry B. Weiser para Investigación de Posgrado y el grado de doctorado en enero del 2002. 
Continuó colaborando en Halliburton Energy Services, e inició estudios posdoctorales centrados en los efectos de iones metálicos, especialmente hierro y magnesio y nanopartículas de óxidos, en la hidratación e hidrólisis de la goma guar; un polímero natural utilizado como fluido de transferencia. En 2004 trabajó con el grupo del doctor W. E. Billups en la preparación y caracterización de materiales compuestos obtenidos por polimerización in situ mediante funcionalización de nanotubos de carbono.
En 2005 se unió al Instituto Potosino de Investigación Científica y Tecnológica (IPICyT) en la División de Materiales Avanzados para desarrollar proyectos de materiales compuestos y funcionalización de nanotubos de carbono.
En 2012 se incorporó a la Universidad Federal de Pernambuco como profesora visitante en el posgrado de ciencias de materiales y en el Departamento de Química Fundamental. A partir de 2016 trabaja como profesora de química y nanotecnología en el Tecnológico de Monterrey. en 2019 fue nombrada Directora de Carrera de la Ingeniería en Nanotecnología en el Campus Monterrey.
Su trabajo se ha especializado en nanocintas de grafeno por exfoliación de nanotubos de carbono, funcionalización de nanotubos de carbono y preparación de materiales nanocompuestos multifuncionales. 

## Reconocimientos
Fue seleccionada para aparecer en la publicación Who’s Who in the World 2011 de Marquis por su colaboración en el área de las Nanociencias y Nanotecnología. 